# فرانتس بانغوب
فرانتز باجوب (18 مايو 1993 بالكاميرون - ) هو لاعب كرة قدم كاميروني في مركز الوسط. لعب مع مينيسوتا يونايتد.

## روابط خارجية
- فرانتس بانغوب على موقع الدوري الأمريكي (الإنجليزية)
- فرانتس بانغوب على موقع قاعدة بيانات كرة القدم.إي يو (الإنجليزية)
- فرانتس بانغوب على موقع ناشيونال فوتبول تيمز (الإنجليزية)
- فرانتس بانغوب على موقع Soccerway.com (الإنجليزية)
- فرانتس بانغوب على موقع عالم كرة القدم.نت (الإنجليزية)